# An Čchang-im
An Čang-im (korejsky 안 창림), (japonsky 安 昌林) (* 2. března 1994 Japonsko) je japonský zápasník–judista korejské národnosti. Jižní Koreu reprezentuje od roku 2014.

## Sportovní kariéra
S judem začínal v Kjótu. Na univerzitě v Cububě využil možnosti k prosazení se v nově tvořící se jihokorejské reprezentaci. Připravuje se na univerzitě v Jonginu. V roce 2016 se kvalifikoval na olympijské hry v Riu jako aktuální světová jednička. Po bezproblémovém postupu z uvodního kola přes syrského judisu se v dalším kola utkal s Belgičanem Dirk Van Ticheltem. Zkušený Belgičan přijel na olympijské hry v mimořádné formě, koncem druhé minuty si počkal na jeho levé seoi-nage a okontroval ho na wazari. Ve zbývajícím čase na svého soupeře nic co by nečekal nevymyslel a porážkou se postaral o jedno z překvapení kategorie lehkých vah.
An Čang-im je levoruký judista, jeho osobní technikou je seoi-nage.

### Vítězství
- 2014 - 1x světový pohár (Čedžu)
- 2015 - 2x světový pohár (Abú Zabí, Čedžu)
- 2016 - 1x světový pohár (Paříž)

## Výsledky
| Olympijské hry    |     |    | úč. |    |  |  |  |  |  |  |  |  |  |  |  |  |  |  |  |  |  |
| Mistrovství světa | úč. | 3. |     | 3. |  |  |  |  |  |  |  |  |  |  |  |  |  |  |  |  |  |
| Mistrovství Asie  |     | 1. | —   | 1. |  |  |  |  |  |  |  |  |  |  |  |  |  |  |  |  |  |
| MS juniorů        | 1.  |    |     |    |  |  |  |  |  |  |  |  |  |  |  |  |  |  |  |  |  |